# Eduardo de Juana
Eduardo de Juana Aranzana (* 1951 in La Pobla de Segur) ist ein spanischer Ornithologe, Naturschützer und Autor für ornithologische und botanische Bestimmungsbücher.

## Leben
De Juana  der Sohn eines Tierarztes und lebt seit seiner Kindheit in Madrid. Von 1968 bis 1973 absolvierte er sein Grundstudium. 1978 wurde er mit der Dissertation Ornitología del alto valle del Ebro y sistema Ibérico septentrional unter der Leitung von Francisco Bernis (1916–2003) an der Universität Complutense Madrid zum Ph.D. in Biologie promoviert. Diese Arbeit, die 1980 unter dem Titel Atlas Ornitológico de La Rioja veröffentlicht wurde, war der erste ornithologische Atlas, der auf der Iberischen Halbinsel erstellt wurde. Bis 2013 war de Juana Professor für Wirbeltierzoologie an der Universität Complutense und zuvor an der Autonomen Universität Madrid. Zu seinen Forschungsarbeiten gehören mehrere Studien über Seevögel wie die Korallenmöwe (Ichthyaetus audouinii) und Steppenvögel wie die Zwergtrappe (Tetrax tetrax).
Im Jahr 1984 gründete de Juana das Raritätenkomitee der Sociedad Española de Ornitología (SEO), das sich der Erforschung selten vorkommender Vögel in Spanien widmet und dessen Koordinator er bis 2006 war. Das Ergebnis dieses Engagements ist sein Buch Aves raras de España aus dem Jahr 2006. Neben mehreren eigenen Büchern hat de Juana an den Bänden 1 (Klasse Aves), 2 (Raufußhühner), 4 (Flughühner), 6 (Mausvögel) und 9 (Lerchen) des Handbook of the Birds of the World mitgewirkt und war bis 2019 einer der Redakteure für die Online-Version HBW Alive. Seit 2020 ist er Mitarbeiter beim Nachfolgeprojekt Birds of the World. 1987 übersetzte er das Buch Save the Birds von Rudolf L. Schreiber und Anthony W. Diamond ins Spanische.
Im Bereich des Vogel- und Naturschutzes hat sich de Juana stark für SEO/BirdLife engagiert, wo er von 1990 bis 1998 Generalsekretär und von 1998 bis 2014 Präsident war.
Im Jahr 2002 erhielt de Juana die Medaille der Royal Society for the Protection of Birds. Er ist Mitglied der International Ornithologists’ Union und Ehrenmitglied der American Ornithological Society.

## Schriften
- Atlas ornitológico de La Rioja. Servicio de Cultura de la Excma. Diputación Provincial, Logroño 1980, ISBN 84-7359-091-0.
- Sociedad Espanola de Ornitologia (Hrsg.): Areas importantes para las aves en Espana. Madrid 1990, ISBN 84-404-6810-5.
- Sociedad Española de Ornitología (Hrsg.): Donde ver aves en España Peninsular. 1. Auflage. Lynx Edicions, Barcelona 1993, ISBN 84-87334-13-X.
- Sociedad Española de Ornitología (Hrsg.): Where to watch birds in Spain. 1. Auflage. Lynx Edicions, Barcelona 1994, ISBN 84-87334-14-8.
- mit José Antonio Montero  und Fernando Barrio Fuentenebro: Dónde ver aves en España : los 100 mejores lugares. 1. Auflage. Lynx Edicions, Barcelona 2005, ISBN 84-87334-85-7.
- mit Juan M. Varela: Aves de España. Lynx Edicions, Barcelona 2005, ISBN 978-84-941892-8-9. (4. Auflage, 2024. ISBN 978-84-16728-70-1)
- mit Juan M. Varela: Birds of Spain. Lynx Edicions, Barcelona 2017, ISBN 978-84-16728-02-2.
- mit Helder Costa und Juan M. Varela: Aves de Portugal. 2. Auflage. Lynx Edicions, Barcelona 2019, ISBN 978-84-16728-11-4.
- Plantas silvestres de Madrid: clave de identificación mediante fotografías. 1. Auflage. Lynx Edicions, Bellaterra (Barcelona) 2019, ISBN 978-84-16728-15-2.